# اولی ماورر
اولریش اولی ماورر یا ماوقا (متولد ۱ دسامبر ۱۹۵۰ در وتزیکون) از اعضای شورای فدرال سوییس و رئیس وزارت فدرال دفاع، حفاظت شهروندی و ورزش سوییس (وزیر دفاع سوییس) است. او در سال ۲۰۱۳ به عنوان رئیس‌جمهور کنفدراسیون سوییس انجام وظیفه می‌کند.
او در کانتون زوریخ زندگی می‌کند. ازدواج کرده و شش فرزند دارد.
ماورر کار سیاسی خود را در شورای هینویل در کانتون زوریخ آغاز کرده. او در خانواده‌ای فقیر و کشاورز بزرگ شد و تحصیلات خود را در زمینه فنی حرفه‌ای گذراند و دیپلم حسابداری گرفت. به دلیل فقدان تحصیل دانشگاهی محافل سیاسی به او عنوان فقیرزاده دادند.